# Gianluigi Saccaro
Gianluigi Saccaro (né le 29 décembre 1938 à Milan et mort le 17 février 2021 à Rome,) est un épéiste italien.

## Biographie
Gianluigi Saccaro dispute quatre éditions des Jeux olympiques de 1960 à 1972. Il est sacré champion olympique par équipe en 1960 à Rome (avec Edoardo Mangiarotti, Giuseppe Delfino, Carlo Pavesi, Alberto Pellegrino et Fiorenzo Marini), médaillé d'argent par équipe en 1964 à Tokyo (avec Giuseppe Delfino, Alberto Pellegrino, Gianfranco Paolucci et Giovanni Battista Breda) et médaillé de bronze individuel en 1968 à Mexico.
Il est aussi champion du monde par équipes en 1957 et 1958.